# Janar Asadov
Janar Anar-Ogly Asadov (in russo Янар Анар-Оглы Асадов?; Petropavlovsk-Kamčatskij, 11 ottobre 1995) è un giocatore di calcio a 5 russo.

## Carriera
Originario della Kamčatka, Asadov ha disputato con la nazionale russa la Coppa del Mondo 2021, conclusa dagli orsi ai quarti di finale.

## Palmarès

### Competizioni nazionali
- Campionato russo: 3
Gazprom Jugra: 2014-15
KPRF Mosca: 2019-20, 2022-23
- Coppa della Russia: 2
Gazprom Jugra: 2015-16
Dina Mosca: 2016-17

### Competizioni internazionali
- Coppa UEFA: 1
Gazprom Jugra: 2015-16